# Stati del Sacro Romano Impero (J)
Questo è un elenco degli stati del Sacro Romano Impero, inizianti per la lettera J:
| Nome                  | Tipologia                | Provincia                | Seggio | Formazione                | Note |
| --------------------- | ------------------------ | ------------------------ | ------ | ------------------------- | --- |
| Jagdberg              | Signoria                 |                          |        |                           | |
| Jägerndorf Jagerndorf | 1278: Ducato             |                          |        |                           | 1221: fondazione di Jagerndorf 1377-1523: Ducato indipendente 1523: Margraviato di Jagerndorf ottenuto dalla linea cadetta degli Hohenzollern di Brandeburgo agli Asburgo garantito come feudo del Principe di Liechtenstein |
| Jauer                 | Principato               |                          |        |                           | |
| Jever                 | 1330: Capitanato Baronia |                          |        | 1353                      | 1575: Annesso a Oldemburgo 1667: Annesso al Principato di Anhalt-Zerbst 1793: Annesso alla Russia 1806: Occupazione francese 1807: Ceduta dalla Russia alla Francia 1807: al Regno d'Olanda 1810: alla Francia 1814: Occupazione russa 1814: amministrazione di Oldemburgo 1818: Ceduta a Oldemburgo |
| Jülich                | Ducato                   | Provincia del Basso Reno | n/a    | 1143: Divisa da Jülichgau | X sec.: Contea 1336: Margraviato 1356: Ducato 1423: Unita con Jülich-Kleve-Berg 1511: Unita a Kleve-Mark e Jülich-Berg 1521: Unita con Berg, Kleve e Mark 1582: Consiglio dei Principi 1609: Guerra di Successione: scissione fra Brandeburgo, Sassonia e l'Elettorato Palatino 1614: Passata al Palatinato-Neuburg 1742: ai Duchi del Palatinato-Sulzbach (Baviera) 1794: Occupazione francese 1815: alla Prussia |
| Justingen             | Signoria                 | Provincia Sveva          |        |                           | |